# Igor Nykl
Igor Nykl (* 11. září 1963 Frýdek-Místek) je český politik a lékař, v letech 2013 až 2017 poslanec Poslanecké sněmovny PČR zvolený jako nestraník za hnutí ANO 2011.

## Život
Po absolvování Gymnázia Petra Bezruče ve Frýdku-Místku vystudoval všeobecné lékařství na Lékařské fakultě Univerzity Jana Evangelisty Purkyně v Brně (dnes Masarykova univerzita), promoval v roce 1987.
Působí jako kardiolog v kardiocentru v třinecké Nemocnici Podlesí, a.s. a má soukromou lékařskou praxi ve Frýdku-Místku.
Igor Nykl je ženatý a má dvě děti, syna a dceru.

## Politické působení
Ve volbách do Poslanecké sněmovny PČR v roce 2013 kandidoval jako nestraník na pátém místě kandidátky hnutí ANO 2011 v Moravskoslezském kraji a byl zvolen poslancem. Ve volbách do Poslanecké sněmovny PČR v roce 2017 již nekandidoval.